# Kuliși, Iemilciîne
Kuliși (în ucraineană Куліші) este localitatea de reședință a comunei Kuliși din raionul Iemilciîne, regiunea Jîtomîr, Ucraina.

## Demografie
Componența lingvistică a localității Kuliși
     Ucraineană (99,47%)
     Alte limbi (0,44%)
Conform recensământului din 2001, majoritatea populației localității Kuliși era vorbitoare de ucraineană (99,47%), existând în minoritate și vorbitori de alte limbi.